# Sebastián Barraza
Sebastián Andrés Barraza Miranda (Copiapó, Chile, 10 de agosto de 1988) es un futbolista chileno que juega como arquero. 

## Carrera
Sebastián Barraza comenzó su carrera en Deportes Copiapó como cadete y fue promovido al plantel de honor el 2006, donde estuvo hasta el 2008.
Barraza estuvo ligado a Deportes Copiapó durante dos años, ascendiendo de categorías hasta llegar a entrenar junto al Primer equipo, sin opciones de debutar. De esta manera, en común acuerdo con el club decidieron no renovar el contrato. Es así como llegó al Club Barnechea de tercera división A buscando una opción de jugar, donde estuvo a prueba durante una semana en la institución, logrando visto bueno del Cuerpo Técnico para ser el nuevo jugador.
En el año 2010 llegó al club Municipal la Pintana donde llegó como refuerzo al club para el torneo de tercera división A.
En el año 2012 fue parte del Deportes Copiapó, donde tuvo destacables actuaciones y llegó a ser parte del ascenso de Deportes Copiapó a Primera B. En 2013 se fue a San Luis donde logró ser campeón del 2013 y de la Primera B de Chile 2014-15. Actualmente esta sin club.

## Clubes
| Club                 | País  | Año       |
| -------------------- | ----- | --------- |
| Deportes Copiapó     | Chile | 2006-2008 |
| Barnechea            | Chile | 2009      |
| Municipal La Pintana | Chile | 2010      |
| Deportes Copiapó     | Chile | 2012      |
| San Luis             | Chile | 2013-2015 |

## Palmarés
| Título                    | Club     | País  | Año     |
| ------------------------- | -------- | ----- | ------- |
| Torneo Apertura Primera B | San Luis | Chile | 2013    |
| Primera B                 | San Luis | Chile | 2014-15 |